# Rouwmuggen
De rouwmuggen (Sciaridae) zijn een familie uit de orde van de tweevleugeligen (Diptera), onderorde muggen (Nematocera). Wereldwijd omvat deze familie zo'n 92 genera en 2455 soorten.

## Taxonomie
De volgende geslachten worden bij de familie ingedeeld:
- Acuatella  c g
- Aerumnosa  c g
- Afrosciara  c g
- Allopnyxia  c g
- Amesicrium  c g
- Angustosciara  c g
- Apelmocreagris  c g
- Archicratyna  c g
- Austrosciara  c g
- Baeosciara Tuomikoski, 1960 g
- Brachisia  c g
- Bradysia Winnertz, 1867 i c g b
- Bradysiopsis  c g
- Camptochaeta  c g
- Cesathrix  c g
- Chaetosciara  i c g
- Claustropyga  c g
- Corynoptera  i c g
- Cottia  c g
- Cratyna  c g
- Ctenosciara  c g
- Dichopygina  c g
- Dodecasciara  c g
- Dolichosciara  c g
- Edidapus  i
- Epidapus (Epidapus) unistylatus Röschmann & Mohrig, 1995 c g b
- Eugnoriste Coquillett, 1896 i c g b
- Euricrium  c g
- Eurobradysia  c g
- Eurysciara  c g
- Faratsiho  c g
- Gephyromma  c g
- Hermapterosciara  c g
- Hybosciara  c g
- Hyperlasion Schmitz i c g
- Keilbachia  c g
- Leptosciarella  c g
- Leucosciara  c g
- Lobosciara  c g
- Lycoriella  i c g
- Manusciaria  c g
- Manzumbadoa  c g
- Merianina  c g
- Metangela  i c g
- Mixosciaritis Hong, 2002 g
- Moehnia  i c g
- Mohrigia  c g
- Mouffetina Frey, 1942 g
- Nahua  c g
- Neophnyxia  c g
- Neozygoneura  c g
- Odontosciara Rübsaamen, 1908 i c g b
- Ostroverkhovana  c g
- Parapnyxia  c g
- Pelliciplanta  c g
- Peniosciara  c g
- Peyerimhoffia Kieffer, 1903,1910 g
- Phorodonta Coquillett, 1910 g
- Phytosciara  i c g
- Plastosciara  i
- Pnyxia Johannsen, 1912 i c g b
- Pnyxiopalpus  c g
- Pnyxiopsis  c g
- Prosciara Frey, 1942 g
- Protosciara Quiévreux, 1938 g
- Pseudoaerumnosa  c g
- Pseudolycoriella  c g
- Pseudosciara  i c g
- Pseudozygomma  c g
- Pseudozygoneura  c g
- Psilomegalosphys  c g
- Qisciara  c g
- Rhynchomegalosphys  c g
- Rhynchosciara  i c g
- Rubsaameniella Meunier, 1903 g
- Scatopsciara  i c g
- Schwenckfeldina  c g
- Schwenkfeldina  i g
- Sciara Meigen, 1803 i c g b
- Sciarotricha  c g
- Scythropochroa  i c g
- Spathobdella Frey i
- Starkomyia Jaschhof, 2004 g
- Succinosciara Mohrig & Roschmann, 1995 g
- Taiwan  c g
- Tergosciara  c g
- Tipula Linnaeus, 1758 i c g
- Trichodapus  c g
- Trichomegalosphys  c g
- Trichosciara  c g
- Trichosia  c g
- Trichosillana  c g
- Vulgarisciara  c g
- Xenosciara  c g
- Xylosciara  c g
- Zygoneura Meigen, 1830 i c g b

Databronnen: i = ITIS, c = Catalogue of Life, g = GBIF, b = Bugguide.net

### Onderfamilies
De volgende onderfamilies worden bij de familie ingedeeld:
- Onderfamilie Chaetosciarinae Shin, Lee & Lee, 2019[6]
  - Geslacht Chaetosciara Frey
  - Geslacht Mouffetina Frey, 1942
  - Geslacht Schwenckfeldina Frey
  - Geslacht Scythropochroa Enderlein, 1911

## In Nederland waargenomen soorten
- Genus: Bradysia
  - Bradysia alpicola
  - Bradysia bellstedti
  - Bradysia bicolor
  - Bradysia brevispina
  - Bradysia brunnipes
  - Bradysia cinerascens
  - Bradysia confinis
  - Bradysia difformis
  - Bradysia fungicola
  - Bradysia giraudii
  - Bradysia inusitata
  - Bradysia nervosa
  - Bradysia nitidicollis
  - Bradysia nocturna
  - Bradysia ocellaris
  - Bradysia pallipes
  - Bradysia pectoralis
  - Bradysia peraffinis
  - Bradysia placida
  - Bradysia polonica
  - Bradysia praecox
  - Bradysia regularis
  - Bradysia rufescens
  - Bradysia scabricornis
  - Bradysia scrabricornis
  - Bradysia signata
  - Bradysia strenua
  - Bradysia strigata
  - Bradysia subscabricornis
  - Bradysia tilicola
  - Bradysia trivittata
  - Bradysia vagans
- Genus: Claustropyga
  - Claustropyga abblanda
  - Claustropyga brevichaeta
  - Claustropyga heteroclausa
- Genus: Corynoptera
  - Corynoptera alneti
  - Corynoptera anae
  - Corynoptera auriculata
  - Corynoptera blanda
  - Corynoptera dentiforceps
  - Corynoptera forcipata
  - Corynoptera furcata
  - Corynoptera globiformis
  - Corynoptera innundata
  - Corynoptera irmgardis
  - Corynoptera macricula
  - Corynoptera perpusilla
  - Corynoptera postglobiformis
  - Corynoptera quantula
  - Corynoptera recurvispina
  - Corynoptera saccata
  - Corynoptera saetistyla
  - Corynoptera sphenoptera
  - Corynoptera subdentata
  - Corynoptera subparvula
  - Corynoptera subtilis
  - Corynoptera tetrachaeta
  - Corynoptera trepida
  - Corynoptera tumidula
  - Corynoptera vagula
  - Corynoptera winnertzi
- Genus: Cosmosciara
  - Cosmosciara perniciosa - (Komkommermug)
- Genus: Cratyna
  - Cratyna ambigua
  - Cratyna atra
  - Cratyna colei
  - Cratyna falcata
  - Cratyna falcifera
  - Cratyna nobilis
  - Cratyna perplexa
  - Cratyna spiculosa
  - Cratyna uliginosa
  - Cratyna vagabunda
- Genus: Ctenosciara
  - Ctenosciara hyalipennis
  - Ctenosciara lutea
- Genus: Epidapus
  - Epidapus absonditus
  - Epidapus alnicola
  - Epidapus atomarius
  - Epidapus gracilis
- Genus: Hyperlasion
  - Hyperlasion wasmanni
- Genus: Leptosciarella
  - Leptosciarella fuscipalpa
  - Leptosciarella holotricha
  - Leptosciarella pilosa
  - Leptosciarella scutellata
  - Leptosciarella subpilosa
  - Leptosciarella trochanterata
  - Leptosciarella viatica
- Genus: Lycoriella
  - Lycoriella castanescens
  - Lycoriella conspicua
  - Lycoriella felix
  - Lycoriella freyi
  - Lycoriella inflata
  - Lycoriella ingenua
  - Lycoriella lundstromi
  - Lycoriella subterranea
  - Lycoriella venosa
  - Lycoriella weberi
- Genus: Peyerimhoffia
  - Peyerimhoffia vagabunda
- Genus: Phytosciara
  - Phytosciara flavipes
  - Phytosciara prosciaroides
  - Phytosciara ungulata
- Genus: Pnyxia
  - Pnyxia scabiei
- Genus: Pseudolycoriella
  - Pseudolycoriella brunnea
  - Pseudolycoriella koreensis
  - Pseudolycoriella subbruckii
- Genus: Scatopsciara
  - Scatopsciara atomaria
  - Scatopsciara bucera
  - Scatopsciara edwardsi
  - Scatopsciara fluviatiliformis
  - Scatopsciara gabyae
  - Scatopsciara multispina
  - Scatopsciara neglecta
  - Scatopsciara pusilla
  - Scatopsciara simillima
  - Scatopsciara vitripennis
  - Scatopsciara weiperti
- Genus: Schwenckfeldina
  - Schwenckfeldina carbonaria
- Genus: Sciara
  - Sciara analis
  - Sciara hemerobioides
  - Sciara humeralis
  - Sciara mendax
  - Sciara minuta
  - Sciara modesta
  - Sciara nemoralis
  - Sciara pulicaria
  - Sciara ruficauda
  - Sciara ulrichi
- Genus: Trichosia
  - Trichosia basdeni
  - Trichosia borealis
  - Trichosia edwardsi
  - Trichosia morio
  - Trichosia pulchricornis
  - Trichosia splendens
- Genus: Xylosciara
  - Xylosciara lignicola
- Genus: Zygoneura
  - Zygoneura sciarina